# Echis pyramidum
La vipera delle piramidi (Echis pyramidum) è una specie di vipera velenosa  endemica del nord-est dell'Africa e della penisola araba.